# Navidezni zasebni strežnik
Navidezni zasebni strežnik (angleško virtual private server, VPS) je storitev zakupa prostora, spomina in ostalega na ponudnikovem strežniku.
Tako pri nas kot v tujini ponudniki spletnega gostovanja ponujajo tudi tako imenovano VPS gostovanje, ki naj bi bilo nekaj več kot zgolj običajno oziroma deljeno gostovanje. Kadar ga resnično potrebujete, dejansko tudi nudi več, a večina lastnikov spletnih strani nima po njem prav nobene potrebe, kar pomeni, da lahko VPS gostovanje prinaša zgolj dodatne stroške in težave.

## Zakaj in za koga je primerno VPS gostovanje?
Običajno ob ponudbi za VPS gostovanje piše, da je to namenjeno zahtevnejšim uporabnikom, kar pa seveda ne pove kaj veliko. VPS gostovanje je dobilo svoje ime iz Virtual Private Server, kar pomeni, da ne izberete deljenega gostovanja, temveč navidezni zasebni strežnik. Beseda navidezni opozarja, da dejansko ne gre za najem lastnega strežnika, temveč zgolj to, da si znotraj njega svojega prostora ne delite z drugimi spletnimi stranmi.
Za VPS gostovanje se pogosto odločajo nekoliko bolj tehnološko usmerjena podjetja, ki imajo posebne zahteve, na primer glede programske opreme. Za običajnega lastnika spletne strani pa to seveda ni nikakršna prednost. Ne le, da se na programsko opremo strežnika prav nič ne spozna in je niti nima namena samostojno upravljati, temveč tudi nima tako zahtevne in obsežne strani, da bi se mu vložek v VPS gostovanje obrestoval.
Kadar imate običajno spletno stran, namenjeno promociji svojega podjetja, ali preprost spletni posel, na primer trgovino manjšega ali srednjega obsega, se torej raje odločite za klasično deljeno gostovanje. Tako se boste lahko ukvarjali z urejanjem svojega spletnega mesta, ne bo pa se vam potrebno ukvarjati tudi s samim strežnikom. Za to naj skrbijo tisti, ki so za to usposobljeni.
Šele takrat, ko bo vaša spletna stran ali spletna trgovina tako obsežna in zahtevna, da se boste lahko kosali z največjimi, bo prišlo v poštev tudi VPS gostovanje, vendar pa boste takrat lahko glede na svojo »velikost« zaposlili tudi IT mojstra, ki se bo ukvarjal z vsemi zahtevami strežnika.

## Kdo uporablja VPS gostovanje?
Za VPS gostovanje se odločajo največji spletni portali, največje spletne trgovine in razvijalci aplikacij, pri katerih je pomembno, da imajo zagotovljeno ločeno uporabo procesorja, spomina in trdega diska. Na določenem strežniku je torej zanje rezerviran natanko določen prostor.
Največkrat se za omenjeno gostovanje odločajo lastniki iger, tisti, ki se ukvarjajo s prenosi v živo (ang. live streaming) in podobno. Še vedno pa je VPS gostovanje »manj« kot najem fizičnega strežnika v celoti, saj je zasebnost VPS strežnika zgolj virtualna, ne pa fizična.